# Бій за Дебальцеве (1917)
Бій за Дебальцеве — військове зіткнення між загоном Миколи Коняєва та донськими козаками в ніч з 26 на 27 грудня 1917 року.
Користуючись дружніми стосунками із Урядом УНР, Військовий уряд Області Війська Донського спрямував у Дебальцеве свої збройні сили. 26 (за іншими даними — 31) грудня донські козаки прибули на станцію Дебальцеве ешелоном зі станції Звєрево. Після короткого бою більшовики-червоногвардійці розбіглися. Шлях донським козакам додому був відкритий.

## Історія
Однією із найбільших проблем для більшовиків відразу ж після їх приходу до влади в Росії була концентрація антибільшовицьких сил на Дону. Велика кількість донських козаків рухалась з фронту на Дон, пересуваючись залізницями через територію проголошеної 7 (20) листопада 1917 р. Української Народної Республіки. Основний трафік рухався через станцію Дебальцеве.
Більшовики вирішили встановити свій контроль над залізницею, що вела з України на Дон. 22 грудня 1917 р. станцію захопив червоногвардійський загін анархіста-синдикаліста Миколи Коняєва (до цього він очолював Криндачівську раду робітничих депутатів та дебальцевський осередок організації «Індустріальні робітники світу»/Воббліс). Це спричинило нагромадження ешелонів з демобілізованими донськими козаками перед станцією Дебальцеве, які не могли проїхати далі на Дон, адже більшовики погрожували роззброєнням та розстрілами.
У ніч на 27 грудня 1917 року один із загонів Р. Сіверса, який захищав станцію Дебальцеве, був захоплений зненацька партизанським загоном Чернецова. Чернецовому вдалося здійснити цю операцію завдяки допомозі залізничників, які приховали від червоноармійців наближення чернецовських ешелонів і пропустили їх під виглядом звичайних наступних за розкладом «пасажирських 3 і 3 біс».
За іншими даними, 27 грудня на станцію Щотове, де розташувався загін Чернецова, який ніс прикордонну службу на кордоні з УНР і Всевеликим Військом Донським почали прибувати козачі загони зі станції Ровеньки і з Новочеркаська. Увечері цього ж дня йшла підготовка до нападу на станцію Дебальцеве. Чернецов вирішив відправити свій загін на станцію під виглядом пасажирського поїзда. В такому порядку і рушили в дорогу на пасажирському потязі № 3 біс 3. Ще перед цим, 26 грудня, в напрямку до станції була надіслана кінна розвідка.
Склад рухався зі всіма формальностями пасажирського потягу, з зупинкою на кожній станції і продажем квитків. При цьому на зупинках в вагони не брали пасажирів, на кожній станції в апаратній залишали козачий караул.
На останній зупинці перед Дебальцевим потяг зупинився, звідки була відправлення депеша з проханням прийняти пасажирський поїзд. Відповідь ппришла негативна: "до особливого розпорядження Раддепу". Не дивлячись на відмову склад рушив далі без особливих труднощів. Біля дебальцевського семафору була зроблена зупинка та заарештовані вартові, які тут стояли.
Загін вивантажився і вишикувавшись колонами взводами, рушив до станції. По дорозі козаків зустріла зміна вартових, яких також заарештували і відправили на допит в ешелон. На підступах до станції козаки розсипалися в ланцюг і продовжили рух. За 200 м від будівлі вокзалу з вікон посипалися перші постріли, якими був убитий перший вояк чернецовського загону – кадет Донського корпусу Віктор Полковников.
Був відкритий кулеметний і рушничний вогонь. Перестрілка тривала близько 20 хв. З гармат було зроблено два постріли, при цьому 2 снаряди влучили в ціль. Одним був збитий та пошкоджений кулемет на даху вокзалу, як і сама будівля вокзалу, а другим було пошкоджено будівлю депо. Після цього загін з криками "ура" кинувся на штурм вокзалу.
В той час як ланцюг рухався до вокзалу, з нього на зустріч до козаків вийшов чернецовський контррозвідник – М. І. Свечниковський. Біля вокзалу до козаків вийшли 6 до зубів озброєних червоноармійців, яким партизани наказали кинути зброю, що ті й виконали. Після ознайомлення зі становищем, козаки під керівництвом контррозвідника увійшли до будівлі вокзалу.
У самій будівлі знаходилася велика кількість пасажирів, які чекали прибуття потяга і станційних працівників. В апаратних станційні працівники сховалися під столами. Сам гарнізон станції випригнув з вікон і покинув її.
За відомостями козацьких авторів, в той день в пристанційному селищі було святкування, на якому знаходилися всі радянські працівники станції. Прибулий туди загін козаків з контррозвідником заарештували всіх радянських працівників. На самій станції козаки захопили 5 кулеметів, вагон гвинтівок, різне інтендантське майно, багато револьверів.
За іншими відомостями, партизани Чернецова висадилися біля закритого семафора і кинулися до станції. Тільки кілька людей з повстанців на чолі з анархістом Коняєвим забарикадувалися на вокзалі і відстрілювалися. Козаки піддали вокзал артилерійському обстрілу, внаслідок чого повстанці здалися. 13 з них були розстріляні.

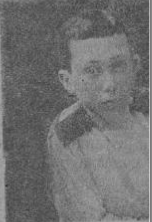
Полковников Віктор - перша жертва чернецовського загону загинув в бою за Дебальцеве в ніч на 28 грудня 1917 року.

29 грудня станція знову була зайнята червоноармійцями.
На честь Миколи Коняєва радянською владою у 1969 р. було встановлено памʼятний знак. Також у складі Дебальцевого існувало селище імені Коняєва, у Хрустальному – вулиця Коняєвська.

## Втрати
За одними даними під час бою загинуло 11 заколотників. За іншими вони були узяті у полон та розстріляні. Серед загиблих більшовиків — їх командир, Щоправда також існує версія, що Коняєва узяли у полон та 10 січня 1918 р. за рішенням військово-польового суду повісили у Новочеркаську. Семеро більшовиків було поховано у братській могилі в Дебальцевому, чотирьох інших поховали у Костянтинівці. «Історія міст і сіл УРСР» називає імена девятьох загиблих заколотників: П. Бербенець, М. Смичков, П. Озерний, О. Маслов, Фадеев, Ашуков, Горяїнов, І. Меренков, І. Шашков.
На честь Миколи Коняєва радянською владою у 1969 р. було встановлено памʼятний знак. Також у складі Дебальцевого існувало селище імені Коняєва. У м. Красний Луч була вулиця Коняєвська.

### Втрати козаків
- Полковників Віктор - кадет, Імператорського Донського Олександра III кадетського корпусу.[1]
- Пятібратов - вихованець, Вищого початкового училища міста Ростов на Дону.[1]

У Дебальцевому 28 грудня 1917 загинув перший доброволець загону Чернецова, Полковников В. вихованець 7-го класу Донського військового училища.